# Pteropus hypomelanus
Pteropus hypomelanus (Крилан малий) — малий крилан, представник родини Криланових. Етимологія: родове ім'я «Pteropus» означає «крилолапий», ім'я виду «hypomelanus» означає «чорнуватий».

## Поширення
Південно-східна Азія: маленькі острови біля узбережжя М'янми, Таїланду, В'єтнаму, Камбоджі, Малайзії, а іноді й на прилеглому континенті. Інші місця проживання: Андаманські острови, Індонезія, Філіппіни, Нова Гвінея та Соломонові острови. Живе в лісах, садах, гаях кокосових пальм.

## Опис
Тіло повністю вкрите волоссям. Нижня частина спини темна, чорно-бура, іноді волосинки мають бліді кінчиками, так що чорне видається сірим, верхня частина спини, шия і потилиця від блідо-золотисто-коричневого до темно-червонувато-коричневого кольору, низ варіює від темно-чорно-коричневого до жовтувато-коричневий. Вага: 210 грам, на Філіппінах 425–450 грам. Вуха відносно широкі й округлі. Зубна формула: I 2/2, C 1/1, P 3/3, M 2/3 = 34. Подібний вид Pteropus lylei, лише трохи більше, але його вуха більш загострені.

## Поведінка
Ночівлю влаштовує на островах, в листі кокосових пальм або серед гілок дерев. Іноді літає на материк харчуватись. Харчується як дикорослими так і плодами культивованих дерев, а також нектаром. Можуть жити як поодинці так і колоніями від десяти кількасот особин. Висота польоту до 30 м над землею, і при польоті через море, вони іноді намагаються летіти в западинах хвиль, щоб уникнути опору вітру. Коли цей крилам сідає на дерево він спочатку опускається в положенні догори головою, міцно вхопивши гілку обома ногами і кігтями крил, а потім переходить у позицію вниз головою. Самиця народжує одне маля, якому необхідний рік, щоб досягти зрілості. Єдиним природним ворогом цього виду є людина. Людина завдає шкоди як через вирубку лісів так і через пряме полювання - на Філіппінах і Малайзії він вживається в їжу.